# Midsomer Murders
Midsomer Murders és una sèrie de televisió de misteri dramàtica britànica, adaptada per Anthony Horowitz i Douglas Watkinson de les novel·les de la sèrie de llibres Chief Inspector Barnaby creada per Caroline Graham, i que s'emet a la cadena ITV des de la seva estrena el 23 de març de 1997. La sèrie se centra sobre diversos casos d'assassinat que tenen lloc a petits pobles rurals del comtat anglès fictici de Midsomer, i els esforços del detectiu de policia sènior i el seu company dins de la policia fictícia de Midsomer per resoldre el crim determinant qui és el culpable i el motiu de les seves accions. Es diferencia d'altres sèries de detectius en presentar una barreja de capritxosa alegre i humor fosc, així com una notable banda sonora amb un tema del títol que inclou un theremin.
La sèrie ha comptat amb dues estrelles principals: des de la seva estrena el 1997, John Nettles com a inspector en cap (DCI, Detective Chief Inspector) Tom Barnaby, fins que es va retirar del programa el febrer de 2011; després Neil Dudgeon com a DCI John Barnaby, el cosí menor de Tom, des del març de 2011. Les dues estrelles principals han presentat una llista d'actors secundaris que van treballar al seu costat, com Jane Wymark, Barry Jackson, Daniel Casey, John Hopkins, Jason Hughes i Gwilym Lee, amb Nick Hendrix com a coprotagonista actual que treballa amb Dudgeon. Midsomer Murders segueix sent una funció popular als horaris de la televisió britànica i s'ha emès internacionalment a més de 200 països i territoris.
Publicat a "The Cinemaholic" l'agost de 2024, "han sabut que la cadena s'ha unit a Acorn TV per renovar Midsomer Murders per a la seva vint-i-cinquena temporada. El rodatge de la entrega va començar al Regne Unit a la primavera de 2024".

## Argument
Midsomer Murders és un drama policial ambientat a l'Anglaterra actual. Les històries giren al voltant dels esforços de l'inspector en cap detectiu Tom Barnaby, i més tard del seu successor, el seu cosí John Barnaby, per resoldre nombrosos assassinats que tenen lloc als pobles pintorescs però mortals del fictici comtat de Midsomer. Els Barnaby han treballat amb diversos sergents diferents al llarg de la sèrie: el sergent detectiu (DS, Detective Sergeant) Gavin Troy (Daniel Casey), el DS Dan Scott (John Hopkins), el DS Ben Jones (Jason Hughes), el DS Charlie Nelson (Gwilym Lee). i el DS Jamie Winter (Nick Hendrix).